# Internet Killed the Rockstar
Internet Killed the Rockstar是美國歌手Mod Sun發行的第四張錄音室專輯。它於2021年2月12日由Big Noise Music Group發行，其特色是從他確立的嘻哈風格轉變為流行龐克。
Internet Killed Rockstar發行後受到普遍好評，音樂評論家稱該專輯為2020年代流行朋克音樂的複興做出了積極貢獻。2021年5月7日發行了專輯的豪華版，其中包括八首額外的歌曲。與黑熊合作的“Heavy”和和聲學版本的“Flames”在發行豪華版之前就已發行。

## 製作背景
德里克·史密斯開始了他的音樂生涯，曾在許多流行龐克樂隊和後硬蕊殺馬特類型的樂隊中打鼓，其中包括“學期（英語：Semester）”、“四封信的謊言”和“嚇人的孩子嚇到孩子”這三個樂團中。在2010年退出嚇人的孩子嚇到孩子後，他以Mod Sun的身份開始了他的饒舌歌手身分，他演奏類型被稱為嘻哈音樂的風格。他發行了該類型的五張混音帶和三張專輯。
該專輯的寫作始於2016年，Mod Sun為該專輯寫了1300首歌曲。這張專輯是由約翰·費爾德曼錄製和製作的。《Karma》是在專輯的第一天錄製中寫成的。當天晚些時候，根據約翰·費爾德曼所寫的即興演奏並錄製了《Bones》。《Flames》經過了多次改寫，在史密斯將歌曲發送給艾薇兒·拉維尼後，她便喜歡上這首歌，並且希望出現在這首歌上。《 Betterman》的音樂、聲音風格是受到治療樂隊和噴火戰機樂團的影響。《Prayer》的歌詞是史密斯回顧了自己的生活，向大眾分享吸毒成癮的經歷，以及他相信開始祈禱的方式使他得到了改善。《TwentyNumb》是基於Smith唱時和約翰·費爾德曼提出的主旋律，並打算要成為“新年的國歌”。《Smith》是為了向史密斯的父親致敬，他於2020年4月去世。《Rollercoaster》是關於史密斯如何改善他的生活。《Annoying》是為專輯的最後一首歌，並在發行前不久添加到曲目列表中。《Pornstar》的人聲錄製使用了無伴奏合唱。《Internet Killed the Rockstar》受到全新專輯您的最愛武器的影響，並寫了關於他認為MySpace倒台後音樂發生了怎樣的變化。
專輯的第一張單曲是《Karma》，於2020年10月30日發行。發行三週後，由機關槍凱利執導的歌曲發行了音樂視頻。在接下來的幾個月中，史密斯的前女友塔娜·蒙戈製作了一段錄像，描述了她為什麼認為這首歌是關於她的。《Bones》於2020年11月27日作為專輯的第二張單曲發行。《Bones》的音樂視頻由查理·茲維克（英語：Charlie Zwick）於2020年12月21日發行。專輯的第三張單曲是《Flames》，和艾薇兒·拉維尼於2021年1月8日發行。在新西兰唱片音乐协会榜上排名第8的歌曲進入了新西蘭、加拿大和英國的前100名榜。該專輯於2021年2月12日由Big Noise正式發行，並在Billboard Heatseekers專輯榜上排名第21位。

## 作品評價
儘管許多評論家將Internet Kill the Rockstar稱為流行朋克專輯，DeadPress作家Stevie Blackburn Smith說：注意到流行朋克和流行音樂的元素。關於專輯的風格，在看Inked的採訪中：
[這張專輯]是對我成長的宣言...當我成長的時候，我不得不和房間裡的三個最好的朋友一起做音樂。我們是車庫樂隊的最後一個時代，然後互聯網出現了，所以我們開始製作獨奏音樂。但是現在，我感覺到了對友情的渴望以及渴望像我16歲時一樣做的音樂……流行龐克的音樂基於令人不安的歌詞，其中包含關於分手、成長、流浪不適合的悲傷歌詞。像Dashboard Confessional這樣的樂隊，讓一個戴著吉他的傢伙使你他媽的哭泣，來點燃我的內心...。這是一種真正的情感，我認為這是過去十年來音樂所缺少的。
原文：
[This album] is a statement to when I was growing up... when I was growing up, I had to have my three best friends in the room to even make music. We were the last era of garage bands and then the internet came along so we started making solo music. But now I’m feeling the desire for camaraderie and the hunger to make music like I did when I was 16 again... Pop-punk is based on pounding music with sad lyrics about breakups, growing up, being an outcast and not fitting in... Bands like Dashboard Confessional lit the fire inside of me by having a guy with a guitar being able to make you fucking cry. It’s true emotion and I think that’s what music was missing in the last decade.
Smith引用了儀表板自白、新發現的榮耀、Brand New、治療樂隊、噴火戰機樂團、史密斯樂團和打倒男孩作為專輯的影響力。
這張專輯導致像Inked這樣的出版雜誌將史密斯稱為2020年代流行朋克復興的主要人物之一，GQ稱他為“美國唱片業最革命和最原始的藝術家之一”。

## 曲目
| Internet Killed the Rockstar 曲目清單 | Internet Killed the Rockstar 曲目清單 | Internet Killed the Rockstar 曲目清單             | Internet Killed the Rockstar 曲目清單 |
| 曲序                                  | 曲目                                  | 词曲                                              | 时长                                  |
| ------------------------------------- | ------------------------------------- | ------------------------------------------------- | ------------------------------------- |
| 1.                                    | Karma                                 | 史密斯 約翰·費爾德曼 （ 英语 ： John Feldmann） JP Clark       | 2:39                                  |
| 2.                                    | Bones                                 | 史密斯 約翰·費爾德曼                              | 2:49                                  |
| 3.                                    | Flames（Feat. 艾薇兒·拉維尼）         | 史密斯 約翰·費爾德曼 Lavigne                      | 2:31                                  |
| 4.                                    | Betterman                             | 史密斯 約翰·費爾德曼                              | 2:59                                  |
| 5.                                    | Prayer                                | 史密斯 約翰·費爾德曼                              | 2:42                                  |
| 6.                                    | TwentyNUMB                            | 史密斯 約翰·費爾德曼                              | 2:16                                  |
| 7.                                    | Smith                                 | 史密斯 約翰·費爾德曼                              | 3:30                                  |
| 8.                                    | Rollercoaster                         | 史密斯 約翰·費爾德曼 Gashi (rapper) （ 英语 ： Larry Gashi） | 2:33                                  |
| 9.                                    | Annoying                              | 史密斯 約翰·費爾德曼                              | 3:19                                  |
| 10.                                   | Pornstar                              | 史密斯 約翰·費爾德曼                              | 2:33                                  |
| 11.                                   | Internet Killed the Rockstar          | 史密斯 約翰·費爾德曼                              | 2:39                                  |
| 总时长：                              | 总时长：                              | 总时长：                                          | 30:35                                 |

| 豪華版曲目 | 豪華版曲目                                | 豪華版曲目                                          | 豪華版曲目 |
| 曲序       | 曲目                                      | 词曲                                                | 时长       |
| ---------- | ----------------------------------------- | --------------------------------------------------- | ---------- |
| 12.        | Amnesia                                   | 史密斯 約翰·費爾德曼                                | 2:51       |
| 13.        | Flames（feat. 艾薇兒·拉維尼（原聲吉他）） | 史密斯 約翰·費爾德曼                                | 2:27       |
| 14.        | Painkiller                                | 史密斯 約翰·費爾德曼                                | 2:15       |
| 15.        | Bones（鋼琴版）                           | 史密斯 約翰·費爾德曼                                | 2:47       |
| 16.        | Edge                                      | 史密斯 約翰·費爾德曼                                | 2:58       |
| 17.        | Karma（原聲吉他）                         | 史密斯 約翰·費爾德曼                                | 2:39       |
| 18.        | Breakdowns                                | 史密斯 約翰·費爾德曼                                | 3:01       |
| 19.        | Heavy（Feat. 黑熊）                       | 史密斯 Matthew Musto Matthew Marino Clark Ryan Daly | 2:47       |
| 总时长：   | 总时长：                                  | 总时长：                                            | 52:24      |

## 專業評價
| 圖表 (2021)                                        | 最高排名 |
| -------------------------------------------------- | -------- |
| US 熱門Heatseekers （页面存档备份，存于） (告示牌) | 21       |